# (5921) 1992 UL
Az (5921) 1992 UL a Naprendszer kisbolygóövében található aszteroida. Ueda és Kaneda fedezte fel 1992. október 19-én.